# Tine Veenstra
Tine Veenstra (* 20. Mai 1983 in Hoorn, Niederlande) ist eine ehemalige niederländische Bobfahrerin, die an den Olympischen Winterspielen 2010 in Vancouver teilnahm. Sie nahm daneben an den Weltmeisterschaften und internationalen Wettkämpfen im Zweierbob teil.

## Karriere

### Olympische Spiele
Tine Veenstra gehörte im Jahr 2010 in Vancouver bei den Olympischen Winterspielen 2010 zum niederländischen Aufgebot im Zweierbob. Zusammen mit ihrer Mannschaftskameradin Esmé Kamphuis absolvierte sie den olympischen Wettkampf am 23. und 24. Februar 2010 im Whistler Sliding Centre und belegte im Bob Niederlande 1 den 8. Platz von einundzwanzig teilnehmenden Zweierbobs mit einer Gesamtzeit von 3:35,14 min aus vier Wertungsläufen.

### Weltmeisterschaften
Veenstra nahm an der 56. Bob-Weltmeisterschaft 2009 in Lake Placid im Zweierbob zusammen mit Esmé Kamphuis teil. In ihrem Wettkampf am 20. und 21. Februar 2009 erreichte sie mit einer Gesamtzeit von 3:52,53 min den 13. Platz von zwanzig gestarteten Zweierbobs.

### Bob-Europacup
Ihre größten Erfolge erzielte Veenstra jeweils zusammen mit Esmé Kamphuis im Zweierbob bei den Wettkämpfen im Bob-Europacup am 25. November 2007 in Innsbruck auf dem 2. Platz mit einer Gesamtzeit von 1:51,12 min, am 29. November 2007 in Königssee mit dem Sieg in einer Gesamtzeit von 1:43,45 min, am 16. Dezember 2007 in Cesana auf dem 4. Platz in einer Gesamtzeit von 1:58,13 min und am 26. November 2009 in Königssee auf dem 4. Platz mit einer Gesamtzeit von 1:43,64 min.